# Arr (Mauritania)
Arr è uno degli undici comuni del dipartimento di Sélibabi, situato nella regione di Guidimagha in Mauritania. Contava 12.232 abitanti nel censimento della popolazione del 2000.